# Anacleto Margotti

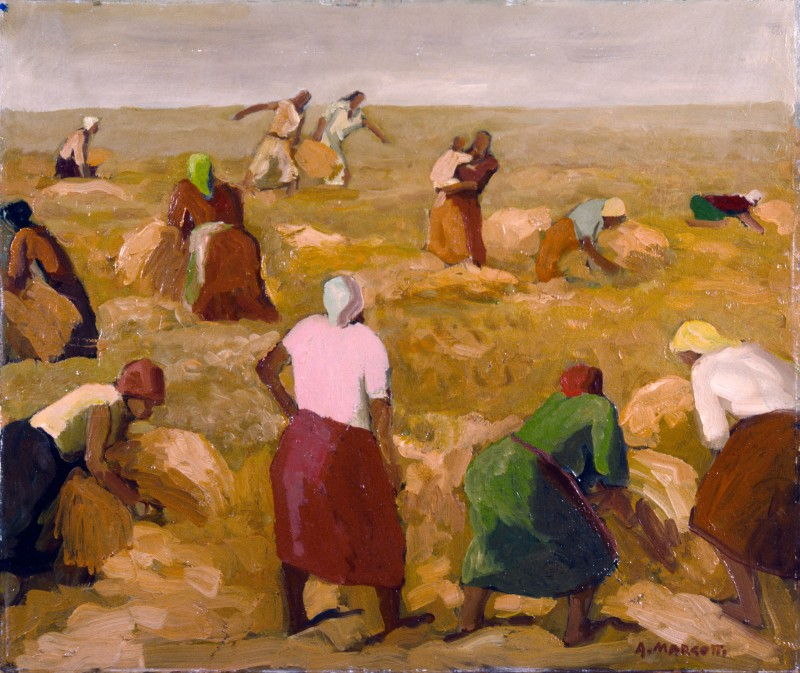
Raccolta dei covoni o Composizione Figure in movimento, 1955 ca. (Fondazione Cariplo)

Anacleto Margotti (San Potito di Lugo, 2 agosto 1895 – Imola, 3 maggio 1984) è stato un pittore e critico d'arte italiano.

## Biografia
Nacque a San Potito, nella campagna a nord di Lugo, in una famiglia di contadini, ultimogenito di Francesco Margotti, operario, e di Filomena Bertuzzi. A causa delle modeste condizioni economiche della famiglia iniziò a lavorare molto presto, come garzone e bracciante agricolo. Adolescente, fu apprendista nella bottega di un decoratore locale, dal quale apprese le tecniche della tempera e dell'affresco. Spinto da una chiara vocazione artistica e stimolato dal sacerdote Paolo Rambelli, si dedicò al disegno e allo studio delle opere nelle chiese del comprensorio lughese. A 13 anni, nel 1908, realizzò un Autoritratto che, inviato a un concorso, vinse il primo premio, permettendogli di continuare gli studi artistici.
Nell'estate del 1916, a soli vent'anni, fu incaricato di realizzare un dipinto raffigurante il Battesimo di Cristo, poiché un'opera con lo stesso soggetto era andata perduta nell'incendio della chiesa arcipretale di Alfonsine, devastata due anni prima da alcuni facinorosi durante la "Settimana rossa". A San Potito trascorreva l'estate la famiglia Baracca, la cui villa di campagna si trovava vicino alla casa dei Margotti. L'affermato aviatore Francesco Baracca, all'epoca ventiseienne, conosceva Margotti di persona e si prestò volentieri a posare nei panni del Cristo per il giovane pittore.
Nel 1917 Margotti riuscì ad ottenere l'abilitazione all'insegnamento di disegno presso l'Accademia di Belle Arti di Bologna. Nella prima fase della sua esperienza pittorica Margotti fu vicino ai novecentisti; frequentò il cenacolo lughese del musicista futurista Balilla Pratella; nel 1918 si stabilì ad Imola, dove abitò sino alla morte insieme con la compagna Elvira Martelli. Successivamente compì viaggi di studio a Vienna (1921) ed a Parigi (1926) che lo posero ancor più in contatto con le ricerche d'avanguardia compiute da Pablo Picasso e da Henri Matisse; al termine di questo percorso decise di ritornare a una figuratività improntata alla narrazione dei temi rurali, più vicini alla sua dimensione reale (essendo figlio di braccianti).
Mantenne poi per tutta la vita una forte aderenza al figurativo e alla cultura classica italiana. Scelse di raccontare un mondo fatto di umili, poveri e diseredati, da lui visti con attenzione e rispetto, avvicinando il suo nome a quello di Trento Longaretti e Enrico Accatino. Nel 1946 diede vita ad Imola alla Mostra nazionale d'arte contemporanea di cui rimase l'animatore principale anche in tutte le edizioni successive (dal 1965 cambiò nome in Mostra nazionale d'arte figurativa).
Nel dopoguerra tornò a presentare le sue opere nelle maggiori rassegne nazionali: fu presente a tutte le Quadriennali di Roma dal 1948 al 1959 e fu presente alla Biennale di Venezia nel 1948 e nel 1950. Nel 1960 la città di Firenze gli dedicò una prima importante mostra antologica. 
Sue opere sono conservate in numerosi Musei italiani e a Imola. Nel 1975 Margotti donò un nucleo consistente della sua produzione artistica (250 dipinti e 150 disegni) alla Cassa di Risparmio di Imola affinché non venisse disperso. L'istituto bancario, riconoscente, creò la «Raccolta d'Arte Margotti», tuttora conservata presso il rinascimentale Palazzo Sersanti
. 
Nel 1978 si tenne l'ultima edizione della Mostra nazionale d'arte figurativa (dal 1972 ebbe cadenza biennale); successivamente il pittore donò numerosi suoi dipinti al vescovo d'Imola. Attualmente sono conservati nel Museo diocesano Pio IX. Tra essi figura il bozzetto del Battesimo di Cristo, per il quale posò l'aviatore Francesco Baracca.
Sulla sua figura di artista fu girato il documentario Un uomo che dipinge (regia di E. G. Laura, Bologna 1967)
È sepolto al cimitero del Piratello.

## Premi e riconoscimenti
- Premio Suzzara - 1949
- Premio Michetti - 1955

## Opere
- Sfiducia (romanzo), Bologna 1919
- Ombre di vita (romanzo), Bologna-Imola 1922
- Vita d’arte (autobiografia), Bologna 1967.

## La Mostra nazionale d'arte figurativa

### Quadro sinottico
| N.                                              | Titolo                                | Sede                          | Apertura                          | Giuria di accettazione | Pittori invitati | Retrospettive | Catalogo | Note   |
| ----------------------------------------------- | ------------------------------------- | ----------------------------- | --------------------------------- | ---------------------- | ---------------- | ------------- | -------- | ------ |
| I                                               | Mostra d'arte contemporanea           | Palazzo Sersanti              | Fine agosto-inizio settembre 1946 | Gruppo Amici dell'Arte | vedi sotto       |               |          |        |
| II                                              | Mostra d'arte contemporanea           | Palazzo Sersanti              | 24 agosto - 10 settembre 1947     | Gruppo Amici dell'Arte | vedi sotto       |               |          |        |
| III                                             | Mostra d'arte contemporanea           | Palazzo Sersanti              | 22 agosto - 8 settembre 1948      | Gruppo Amici dell'Arte | vedi sotto       |               |          |        |
| IV                                              | Mostra d'arte contemporanea           | Palazzo Sersanti              | Fine agosto-inizio settembre 1949 | Gruppo Amici dell'Arte | vedi sotto       |               | Sì       | [ 13 ] |
| V                                               | Mostra nazionale d'arte contemporanea | Palazzo Sersanti              | 6 - 27 settembre 1959             | [ 14 ]                 | vedi sotto       | [ 15 ]        | Sì       |        |
| VI                                              | Mostra nazionale d'arte contemporanea | Palazzo Sersanti              | 18 settembre – 9 ottobre 1960     |                        | vedi sotto       |               | Sì       |        |
| VII                                             | Mostra nazionale d'arte figurativa    | Auditorium Cassa di Risparmio | 18 settembre – 19 ottobre 1965    |                        | vedi sotto       |               | Sì       | [ 16 ] |
| VIII                                            | Mostra nazionale d'arte figurativa    | Auditorium Cassa di Risparmio | 24 settembre-24 ottobre 1966      |                        | vedi sotto       |               | Sì       | [ 17 ] |
| IX                                              | Mostra nazionale d'arte figurativa    | Auditorium Cassa di Risparmio | 16 settembre – 16 ottobre 1967    |                        | vedi sotto       |               | Sì       |        |
| X                                               | Mostra nazionale d'arte figurativa    | Auditorium Cassa di Risparmio | 15 settembre – 14 ottobre 1968    | Commissione            | vedi sotto       | [ 18 ]        | Sì       |        |
| XI                                              | Mostra nazionale d'arte figurativa    | Auditorium Cassa di Risparmio | 14 settembre – 14 ottobre 1969    | [ 19 ]                 | vedi sotto       |               | Sì       |        |
| XII                                             | Mostra nazionale d'arte figurativa    | Auditorium Cassa di Risparmio | 27 settembre – 27 ottobre 1970    | [ 20 ]                 | vedi sotto       |               | Sì       | [ 21 ] |
| XIII                                            | Biennale nazionale d'arte figurativa  | Auditorium Cassa di Risparmio | 30 settembre – 30 ottobre 1972    | [ 22 ]                 | vedi sotto       |               | Sì       |        |
| XIV                                             | Biennale nazionale d'arte figurativa  | Auditorium Cassa di Risparmio | 5 ottobre - 4 novembre 1974       | [ 24 ]                 | vedi sotto       | [ 25 ]        | Sì       |        |
| XV                                              | Biennale nazionale d'arte figurativa  | Auditorium Cassa di Risparmio | 9 ottobre - 14 novembre 1976      | [ 26 ]                 | vedi sotto       | [ 27 ]        | Sì       |        |
| XVI                                             | Biennale nazionale d'arte figurativa  | Auditorium Cassa di Risparmio | 31 ottobre - 3 dicembre 1978      |                        | vedi sotto       |               | Sì       |        |
| Fonte: «Il Nuovo Diario», settimanale di Imola. |                                       |                               |                                   |                        |                  |               |          |        |

### Partecipazioni significative
| Pietro Annigoni                                 |      |      |      |      |      |        |      |        |        | P    |      |        |      |      |      |        |
| Luigi Bartolini                                 |      |      |      |      |      |        |      |        |        |      |      |        |      |      |      |        |
| Aldo Borgonzoni                                 |      |      |      |      |      |        |      |        |        |      |      |        |      |      |      |        |
| Giovanni Brancaccio                             |      |      |      |      |      |        |      |        |        |      |      |        |      |      |      |        |
| Massimo Campigli                                |      |      |      |      |      |        |      |        |        |      |      |        |      |      |      |        |
| Domenico Cantatore                              |      |      |      |      |      |        |      |        |        |      |      |        |      |      |      |        |
| Carena                                          |      |      |      |      |      |        |      |        |        |      |      |        |      |      |      |        |
| Felice Carena                                   |      |      |      |      |      |        |      | [ 30 ] |        |      |      |        |      |      |      |        |
| Carlo Carrà                                     |      |      |      |      |      |        |      |        |        |      |      |        |      |      |      |        |
| Bruno Caruso                                    |      |      |      |      |      |        |      |        |        |      |      |        |      |      |      |        |
| Felice Casorati                                 |      |      |      |      |      |        |      |        |        |      |      |        |      |      |      |        |
| Bruno Cassinari                                 |      |      |      |      |      |        |      |        |        | P    |      |        |      |      |      |        |
| Giovanni Colacicchi                             |      |      |      |      |      |        |      |        |        |      |      |        |      |      |      |        |
| Carlo Corsi                                     |      |      |      |      |      |        |      |        |        |      |      |        |      |      |      |        |
| Giorgio De Chirico                              |      |      |      |      |      |        |      |        | [ 32 ] |      |      |        |      |      |      | [ 33 ] |
| Armando De Stefano                              |      |      |      |      |      |        |      |        |        |      |      |        |      |      |      |        |
| Raffaele De Grada                               |      |      |      |      |      |        |      |        |        |      |      |        |      |      |      |        |
| Filippo De Pisis                                |      |      |      |      |      |        |      |        |        |      |      |        |      |      |      |        |
| Umberto Folli                                   |      |      |      |      |      |        |      |        |        |      |      |        |      |      |      |        |
| Achille Funi                                    |      |      |      |      |      |        |      |        |        |      |      |        |      |      |      |        |
| Franco Gentilini                                |      |      |      |      |      |        |      |        |        |      |      |        |      |      |      |        |
| Emilio Greco                                    |      |      |      |      |      |        |      |        |        |      |      |        |      |      |      |        |
| Virgilio Guidi                                  |      |      |      |      |      |        |      |        |        |      |      |        |      |      |      |        |
| Renato Guttuso                                  |      |      |      |      |      |        |      |        |        |      |      |        |      |      |      |        |
| Carlo Levi                                      |      |      |      |      |      |        |      |        |        |      |      |        |      |      |      |        |
| Antonio Ligabue                                 |      |      |      |      |      |        |      | [ 34 ] |        |      |      |        |      |      |      |        |
| Mino Maccari                                    |      |      |      |      |      |        |      |        |        |      |      |        |      |      |      |        |
| Paolo Manaresi                                  |      |      |      |      |      |        |      |        |        |      |      |        |      |      |      |        |
| Giuseppe Migneco                                |      |      |      |      |      |        |      |        |        |      |      |        |      |      |      |        |
| Giorgio Morandi                                 |      |      |      |      |      |        |      |        |        |      |      |        |      |      |      |        |
| Enrico Paulucci                                 |      |      |      |      |      |        |      |        |        |      |      |        |      |      |      |        |
| Fausto Pirandello                               |      |      |      |      |      |        |      |        |        |      |      |        |      |      |      |        |
| Guglielmo Pizzirani                             |      |      |      |      |      |        |      |        |        |      |      |        |      |      |      |        |
| Domenico Purificato                             |      |      |      |      |      |        |      |        |        |      |      |        |      |      |      |        |
| Giovanni Romagnoli                              |      |      |      |      |      |        |      |        |        |      |      |        |      |      |      |        |
| Rossi                                           |      |      |      |      |      |        |      |        |        |      |      |        |      |      |      |        |
| Attilio Rossi                                   |      |      |      |      |      |        |      |        |        |      |      |        |      |      |      |        |
| Ilario Rossi                                    |      |      |      |      |      |        |      |        |        |      |      |        |      |      |      |        |
| Bruno Saetti                                    |      |      |      |      |      |        |      |        |        |      |      |        |      |      |      |        |
| Aligi Sassu                                     |      |      |      |      |      |        |      |        |        |      |      |        |      |      |      |        |
| Pio Semeghini                                   |      |      |      |      |      |        |      |        |        |      |      |        |      |      |      |        |
| Luigi Servolini                                 |      |      |      |      |      |        |      |        |        |      |      | [ 36 ] |      |      |      |        |
| Gino Severini                                   |      |      |      |      |      |        |      | [ 37 ] |        |      |      |        |      |      |      |        |
| Mario Sironi                                    |      |      |      |      |      |        |      |        |        |      |      |        |      |      |      |        |
| Ardengo Soffici                                 |      |      |      |      |      |        |      |        |        |      |      |        |      |      |      |        |
| Orfeo Tamburi                                   |      |      |      |      |      |        |      |        |        |      |      |        |      |      |      |        |
| Cleto Tomba                                     |      |      |      |      |      |        |      |        |        |      |      |        |      |      |      |        |
| Fiorenzo Tomea                                  |      |      |      |      |      | [ 38 ] |      |        |        |      |      |        |      |      |      |        |
| Arturo Tosi                                     |      |      |      |      |      |        |      |        |        |      |      |        |      |      |      |        |
| Mario Tozzi                                     |      |      |      |      |      |        |      |        |        |      |      |        |      |      |      |        |
| Ernesto Treccani                                |      |      |      |      |      |        |      |        |        |      |      |        |      |      |      |        |
| Remo Wolf                                       |      |      |      |      |      |        |      |        |        |      |      |        |      |      |      |        |
|                                                 |      |      |      |      |      |        |      |        |        |      |      |        |      |      |      |        |
| Nome                                            | 1946 | 1947 | 1948 | 1949 | 1959 | 1960   | 1965 | 1966   | 1967   | 1968 | 1969 | 1970   | 1972 | 1974 | 1976 | 1978   |
| Fonte: «Il Nuovo Diario», settimanale di Imola. |      |      |      |      |      |        |      |        |        |      |      |        |      |      |      |        |